# Nalesław
Nalesław – imię męskie będące neologizmen utworzonym na wzór staropolskich. Oznacza „najlepsza sława”.